# Amiszoszi Türannión
Amiszoszi Türannión (Τυραννίων, Kr. e. 1. század) görög grammatikus.
Amiszoszból származott, a mithridatészi háborúban Lucullus foglya lett, aki Rómába hozta s kis idő múlva felszabadította. Öregen, mint gazdag és tekintélyes polgár halt meg. Plutarkhosz említi Lucullusról és Sulláról írott életrajzában. Munkái nem maradtak fenn.